# مارتن هيل (لاعب كريكت)
مارتن هيل (1 أبريل 1945 في المملكة المتحدة - ) (بالإنجليزية: Martin Hill)‏ هو لاعب كريكت بريطاني. لعب مع نادي مقاطعة ستافوردشاير للكريكت ‏.

## وصلات خارجية
- مارتن هيل على موقع إي آس بي آن كريك إنفو (الإنجليزية)